# Zona de gestão distrital de Overberg
A zona de gestão distrital de Overberg está sob administração directa do município distrital.